# Damion James
Pour les articles homonymes, voir James.
Damion Marquez Williams James, né le 7 octobre 1987 à Hobbs, Nouveau-Mexique est un joueur américain de basket-ball. Il évolue au poste d'ailier fort.
Il joue quatre saisons dans l'équipe universitaire des Longhorns du Texas avant de se présenter à la draft 2010 de la NBA. Il est sélectionné en 24e position par les Hawks d'Atlanta puis est envoyé aux Nets du New Jersey. Le 9 décembre 2010, il fait partie du cinq majeur pour la première fois de sa carrière professionnelle mais il se casse le pied droit lors du match.